# Ахагар
Ахагар или Хогар (бер. idurar n Ahaggar) је планински масив усред Сахаре у јужном делу Алжира (Алжирска Сахара). Обухвата преко 100.000 km². Највиши врх је Тахат 3.005 m. Грађен је од предкамбријских кристаластих шкриљаца, који су местимично прекривени терцијарном и квартарном лавом. Клима је пустињска. Становници су већином Туарези, који се баве сточарством (овце, козе и камиле). У подгорини је знатан број плодних оаза, од којих је у јужном подножју главна оаза Таманрасет (Tamanrasset) која се пре звала Fort Laperrine. У оазама се гаје житарице и урме. У Ахагару су откривена налазишта никла, бакра, платине и дијаманата, као и многи трагови старе културе.